# 何益斌
何益斌 (1965年3月—)，湖南益阳人，中共党员，湖南大学教授，主要从事结构工程方面的研究工作。入选中华人民共和国教育部2009年度"长江学者"特聘教授、新世纪百千万人才工程国家级人选。曾就读于湖南大学。